# سیارک ۲۹۴۳۵
سیارک ۲۹۴۳۵ (به انگلیسی: 29435 Mordell، نامگذاری:1997JB8) بیست و نه هزار و چهارصد و سی و پنجمین سیارک کشف شده‌است که در ۸ مه ۱۹۹۷ کشف شد.